# Evangelische Kirche (Růžová)

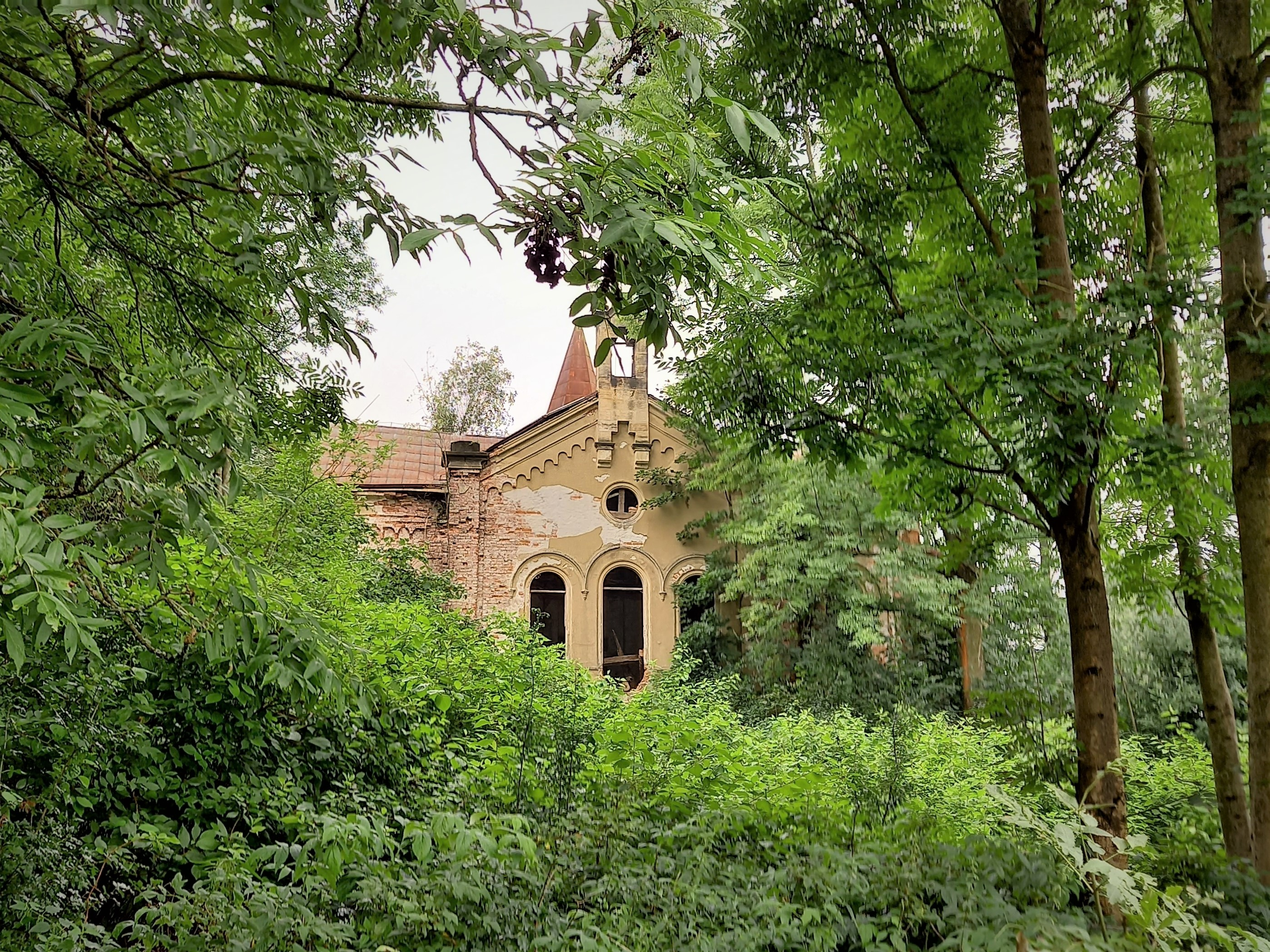
Evangelische Kirche Rosendorf

Die evangelische Kirche war die evangelisch-lutherische Pfarrkirche von Růžová (deutsch Rosendorf), eine Gemeinde im Okres Děčín in Tschechien.

## Geschichte
Im 16. Jahrhundert konnte die Reformation durch die Initiative der hier begüterten Herren von Saalhausen in Rosendorf Fuß fassen, so dass 1562 ein erster evangelischer Pfarrer berufen wurde, jedoch ging die Gemeinde nach 1620 im Zuge der Gegenreformation unter. Erst im mittleren 19. Jahrhundert, und namentlich nach dem Protestantenpatent von 1861, das im Habsburgerreich eine Gleichstellung der Konfessionen garantierte, kam es in Rosendorf zu einer größeren Übertrittswelle und schließlich 1863 zur Gründung einer Filialgemeinde von Haber. Bereits 1862 war am früheren Standort des Galgens am Gutsimsberg ein evangelischer Friedhof angelegt worden, anschließend erfolgte der Bau einer im Rundbogenstil entworfenen evangelischen Kirche, die am 28. September 1864 eingeweiht wurde. Als erster evangelischer Geistlicher wurde Conrad August Beck eingesetzt. 1875 wurde die Kirche zur selbstständigen Pfarrkirche erhoben, und 1896 wurde Rosendorf zum Sitz einer evangelisch-theologischen Schule, für die der Kirchenbau erweitert wurde.
Ab 1945 diente die Kirche zunächst der Gemeinde der Evangelischen Kirche der Böhmischen Brüder. Seit den 1960er Jahren profaniert, ist sie seit 1990 zusammen mit dem evangelischen Friedhof dem zunehmenden Verfall preisgegeben.